# Dodge Victory
La Victory è un'autovettura mid-size prodotta dalla Dodge dal 1928 al 1930.

## Storia

### Victory Serie 130/131 (1928)
La prima serie della Victory, che venne prodotta dal gennaio al luglio del 1928, era equipaggiata da un motore a valvole laterali e sei cilindri in linea da 3.408 cm³ di cilindrata che sviluppava 58 CV di potenza. Il propulsore era anteriore, mentre la trazione era posteriore. Il cambio era a tre rapporti mentre la frizione era monodisco a secco. Nella gamma Dodge la Victory era collocata tra la più grande Senior e la più piccola Standard.
La vettura era offerta in versione torpedo quattro porte, berlina quattro porte e coupé due porte. Era anche disponibile una versione speciale a due porte che era chiamata "Brougham".  

### Serie M (1928-1929)
Nel luglio del 1928 la Victory fu rinominata. Le modifiche furono minori e questa nuova serie del modello, a cui fu dato il nome di Serie M, restò in produzione fino al gennaio del 1929. Alla gamma delle versioni della serie precedente furono aggiunte la berlina due porte, la roadster due porte e la landaulet quattro porte. Inoltre furono introdotte le versioni sportive della berlina e della coupé. La torpedo fu tolta dai listini. 

### Serie DA (1929-1930)
Nel gennaio del 1929 la Serie M fu rinominata Serie DA. Al motore fu aumenta la potenza, che toccò i 63 CV. Il modello uscì definitivamente di produzione nel marzo 1930.